# Edvīns Bietags
Edvīns Bietags (Rūjiena, Letonia, 28 de febrero de 1908-29 de septiembre de 1983) fue un deportista letón especialista en lucha grecorromana donde llegó a ser subcampeón olímpico en Berlín 1936.

## Carrera deportiva
En los Juegos Olímpicos de 1936 celebrados en Berlín ganó la medalla de plata en lucha grecorromana estilo peso ligero-pesado, tras el sueco Axel Cadier (oro) y por delante del estonio August Neo (bronce).